# Kostel svatého Petra a Pavla (Bohnice)
Kostel svatých Petra a Pavla ve Starých Bohnicích je římskokatolický farní kostel nacházející se v pražské čtvrti Bohnice, ve Starých Bohnicích. Jedná se o nevelkou stavbu na půdorysu řeckého kříže. Kostelík je chráněn jako kulturní památka České republiky.

## Historie

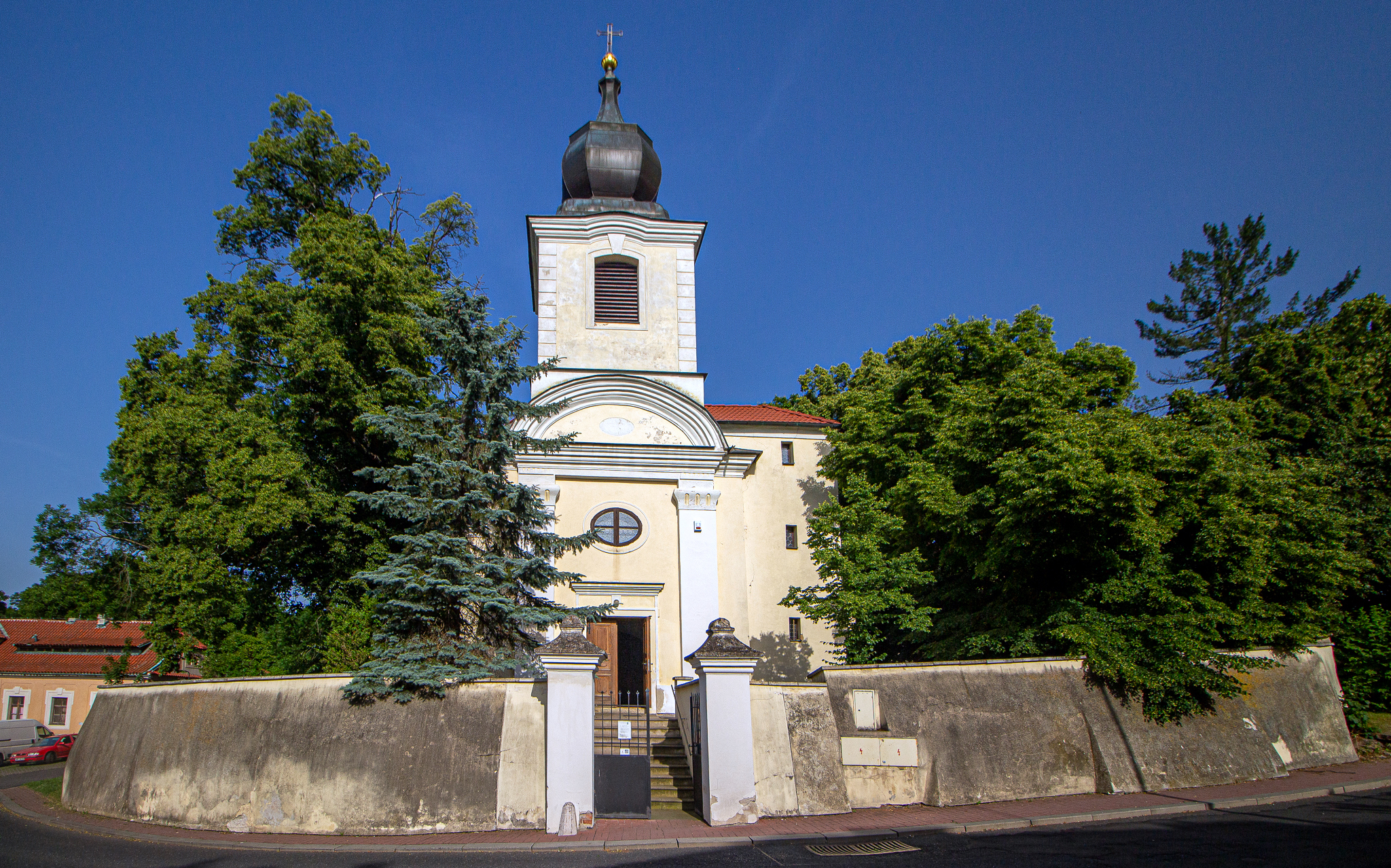
Bohnický kostel sv. Petra a Pavla v roce 2023

Původní románský kostel byl založen roku 1158. Na konci 18. století byla při rozebírání starého oltáře objevena olověná truhlice, v níž byla zakládací listina kostela, ve které pražský biskup Daniel potvrdil, že 30. května 1158 vložil do oltářního kamene ostatky svatých jako důkaz o vykonaném svěcení. Připojuje také jména krále Vladislava a královny Judity a jako zakladatele kostela uvádí vyšehradského probošta Gervasia. Kostel byl původně zasvěcen pouze sv. Petru. 
První zprávy o samostatné plebánii (faře) jsou z poloviny 14. století. O osudech kostela v 15. století téměř nejsou zprávy. V tomto období úpadku církevní správy byla fara pravděpodobně neobsazená. V roce 1550 měl podací právo ke kostelu svatojiřský klášter. O sto let později, po třicetileté válce, byl kostel veden jako pustý. Později byl spravován z jiných kostelů (roku 1688 to byl kostel Panny Marie před Týnem, od roku 1695 kostel Panny Marie Sněžné). Roku 1702 byl bohnický kostel připojen k faře v Liboci. Samostatná bohnická farnost byla obnovena roku 1738 a od té doby je již téměř nepřetržitě obsazena. V roce 1805 byl kostel, dosud románský, přestavěn v pozdně barokním slohu.

### Interiér

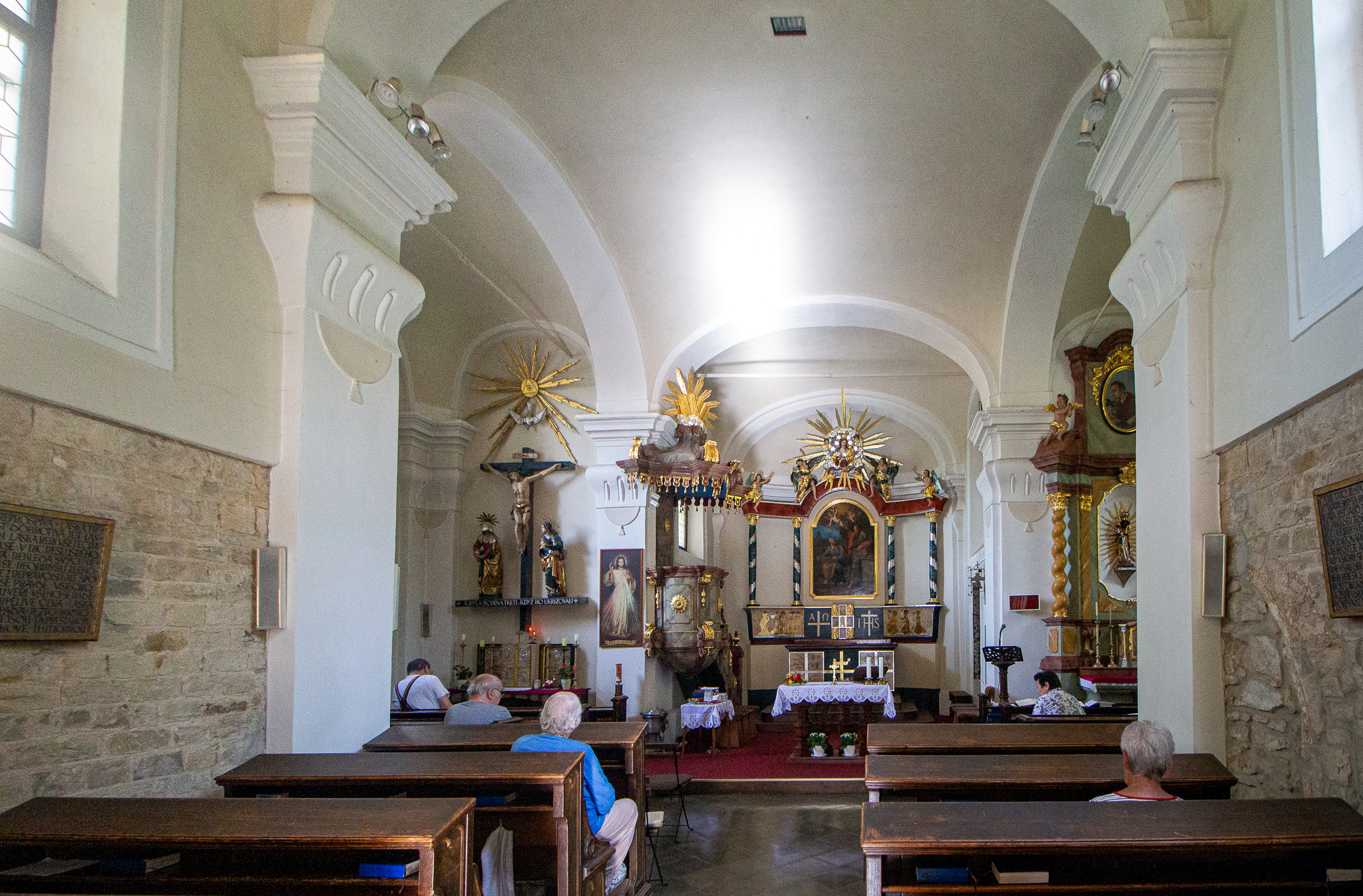
Interiér kostela

- Hlavní oltář sv. Petra a Pavla: obraz světců namaloval Josef Bergler roku 1807, po stranách barokní sochy morových patronů sv. Šebestiána a sv. Rocha
- Boční oltář se skupinou soch Kalvárie
- Boční oltář s černou madonou, architektura s tordovanými sloupy vrcholně barokní ze 30. let 18. století
- Cínová křtitelnice barokní, z roku 1735

Při kostele býval hřbitov, který byl pravděpodobně na přelomu 19. a 20. století zrušen a přeložen na nový hřbitov.

### Související čůánky
- Vesnická památková zóna Staré Bohnice